# 布拉尼米尔大公勋章
布拉尼米尔大公勋章是克罗地亚共和国政府设立的国家勋章。授予在推进克罗地亚国际交往方面做出重大贡献者。勋章以布拉尼米尔大公命名。

## 获授者
布拉尼米尔大公勋章一般授予给外交使节。如中国驻克罗地亚大使吴连起、申知非和邓英。其他的获授者包括一些国际组织代表和有影响力的政治人物。如菲茨罗伊·麦克林（苏格兰）、迈克尔·穆尔（新西兰）、奧林·哈奇（美国）等。
克罗地亚本国的优秀运动员也会获得此勋章。如足球名将和马里奥·曼祖基奇。